# 鈴木洋平 (アニメ演出家)
鈴木 洋平（すずき ようへい）は、日本の男性アニメーション演出家・監督。J.C.STAFF出身。

## 参加作品

### テレビアニメ
2000年
- ラブひな（撮影）

2001年
- 魔法戦士リウイ（撮影監督）
- ちっちゃな雪使いシュガー（撮影監督）

2002年
- 藍より青し（撮影）
- スパイラル 〜推理の絆〜（撮影監督）

2003年
- ななか6/17（撮影監督）
- 一騎当千（撮影監督）
- まぶらほ（撮影監督）
- 藍より青し〜縁〜（撮影）

2004年
- 光と水のダフネ（撮影）
- 忘却の旋律（撮影）

2005年
- まほらば〜Heartful days（絵コンテ・演出・ワーニングテロップ 絵コンテ・クレヨン仕上げ）
- 極上生徒会（絵コンテ・演出）
- かりん（絵コンテ・演出）

2006年
- ハチミツとクローバーII（演出）
- ゼロの使い魔（絵コンテ・演出）
- ゴーストハント（絵コンテ・演出）

2007年
- のだめカンタービレ（絵コンテ・演出）
- ゼロの使い魔〜双月の騎士〜（絵コンテ・演出・ED絵コンテ/演出）
- キミキス pure rouge（絵コンテ・演出）

2008年
- ゼロの使い魔〜三美姫の輪舞〜（絵コンテ・演出・OP絵コンテ/演出）
- のだめカンタービレ 巴里編（演出）
- とらドラ!（絵コンテ・演出）

2009年
- ハヤテのごとく!!（演出）
- 初恋限定。（絵コンテ・演出）
- 青い花（絵コンテ・演出）

2010年
- のだめカンタービレ フィナーレ（絵コンテ・演出）
- オオカミさんと七人の仲間たち（絵コンテ・演出）
- おとめ妖怪 ざくろ（絵コンテ・演出）

2011年
- 緋弾のアリア（絵コンテ・演出・ED演出）
- 快盗天使ツインエンジェル〜キュンキュン☆ときめきパラダイス!!〜（絵コンテ・演出）
- 灼眼のシャナIII -Final-（絵コンテ・演出）

2012年
- ゼロの使い魔F（絵コンテ・演出・ED絵コンテ/演出）
- 君と僕。2（絵コンテ・演出）
- アルカナ・ファミリア -La storia della Arcana Famiglia-（絵コンテ・演出）
- リトルバスターズ!（絵コンテ・演出）

2013年
- 変態王子と笑わない猫。（監督・OP絵コンテ/演出）
- とある科学の超電磁砲S（演出・特典OVA 絵コンテ・演出）

2014年
- ウィッチクラフトワークス（絵コンテ・演出）
- selector infected WIXOSS（演出）
- まじもじるるも（絵コンテ）
- LOVE STAGE!!（演出）

2015年
- 下ネタという概念が存在しない退屈な世界 (監督・OP絵コンテ/演出）
- ヘヴィーオブジェクト（絵コンテ・演出）

2016年
- 斉木楠雄のΨ難（絵コンテ）
- あまんちゅ!（絵コンテ・演出）

2017年
- うらら迷路帖（監督、絵コンテ・演出）
- ソード・オラトリア ダンジョンに出会いを求めるのは間違っているだろうか外伝（監督・絵コンテ）
- UQ HOLDER! 〜魔法先生ネギま!2〜（監督）

2018年
- プラネット・ウィズ（監督・絵コンテ・演出）
- 叛逆性ミリオンアーサー（監督・絵コンテ・演出）

2019年
- ワンパンマン（演出）

2021年
- 舞妓さんちのまかないさん（監督・絵コンテ・演出）

2023年
- シュガーアップル・フェアリーテイル（監督・絵コンテ）

2024年
- Lv2からチートだった元勇者候補のまったり異世界ライフ（演出）
- 2.5次元の誘惑（演出）
- 株式会社マジルミエ（絵コンテ）

2025年
- 男女の友情は成立する?（いや、しないっ!!）（監督・絵コンテ）

### 劇場アニメ
- 少女革命ウテナ アドゥレセンス黙示録（1999年、2Dワークス）
- アキの奏で（2015年、監督）

### OVA
- ぷにぷに☆ぽえみぃ（2001年、撮影監督）
- アーケードゲーマーふぶき（2002年、CGワークス、2DCGI）
- スカイガールズ（2006年、演出）
- リトルバスターズ! EX（2014年、絵コンテ、演出）
- ダンジョンに出会いを求めるのは間違っているだろうか OVA（2016年、監督、ED絵コンテ・演出）